# Alouette à bec rose
Spizocorys conirostris
Espèce
Statut de conservation UICN

 LC  : Préoccupation mineure
L'Alouette à bec rose (Spizocorys conirostris) est une espèce d'oiseaux de la famille des Alaudidae.